# Бишкильское сельское поселение
Бишкильское се́льское поселе́ние — муниципальное образование в Чебаркульском районе Челябинской области Российской Федерации. В рамках административно-территориального устройства муниципальное образование  соответствует административно-территориальной единице Бишкильский сельсовет.
Административный центр — посёлок Бишкиль.

## История
Статус и границы сельского поселения установлены Законом Челябинской области от 16 ноября 2004 года № 311-ЗО «О статусе и границах Чебаркульского муниципального района и сельских поселений в его составе»

## Население
| 2002  | 2010  | 2011  | 2012  | 2013  | 2014  | 2015  |
| ----- | ----- | ----- | ----- | ----- | ----- | ----- |
| 3063  | ↗3241 | ↘3240 | ↗3382 | ↗3620 | ↗3786 | ↗3801 |
| 2016  | 2017  | 2018  | 2019  | 2020  | 2021  |       |
| ↘3672 | ↘3497 | ↘3446 | ↘3389 | ↗3404 | ↘2947 |       |

## Состав сельского поселения
| № | Населённый пункт | Тип населённого пункта          | Население |
| - | ---------------- | ------------------------------- | --------- |
| 1 | Аджитарово       | деревня                         | ↘100      |
| 2 | Бишкиль          | посёлок, административный центр | ↘1760     |
| 3 | Ключи            | посёлок                         | ↘470      |
| 4 | Мирный           | посёлок                         | ↗828      |
| 5 | Тактыбай         | посёлок                         | ↗83       |